# Mentes en shock
Mentes en shock es una serie de televisión producida por Fox Latinoamérica en coproducción con Fox International Channels y Fox Telecolombia para Fox (España) y Fox Channel en 2011. Es una nueva versión basada en la serie estadounidense Mental. La dirección está a cargo de los colombianos Felipe Martínez Amador, Simón Brand, Magdalena La Rotta, Carlos Moreno y Diego Mejía; y cuenta con guiones de los argentinos Susana Cardozo y Pablo Lago. La producción ejecutiva estuvo a cargo de Nelson Martinez y Genoveva Rey.  
Esta protagonizada por los españoles Alejandro Tous y Goya Toledo Se emitió originalmente en España el 3 de abril de 2011 y en Latinoamérica el 5 de abril de 2011. está compuesta por 13 episodios filmados en High Definition.

## Sinopsis
León Robles es un psiquiatra español que se encuentra en crisis con su propia profesión, recién llegado al Hospital Metropolitano de una gran ciudad latinoamericana, en busca de su hermana melliza Lola Robles, quien sufre un severo trastorno mental y está desaparecida desde hace más de dos años.
Allí se reencuentra con Charo Ríos, directora del ala psiquiátrica del hospital y examante de León. Inesperadamente, León da una muestra de su manera genial y no tradicional de tratar a los pacientes, resolviendo el caso de un enfermo, lo que le vale ser nombrado, sin imaginarlo ni buscarlo, nuevo jefe de psiquiatría. 
A partir de este momento, León enfrentará en cada episodio nuevos y variados casos psiquiátricos, cosechando al mismo tiempo admiración y rechazo por parte del plantel de médicos. Mientras, continúa la incesante búsqueda de su hermana Lola, pieza clave para resolver sus propios conflictos personales.

## Reparto
- Alejandro Tous como León Robles: Un psiquiatra español en crisis con su propia profesión, llega al Hospital Metropolitano de una gran ciudad latinoamericana. Su objetivo es encontrar a su hermana melliza Lola, quien sufre de un severo trastorno mental y está desaparecida desde hace más de dos años. En su tiempo en el Hospital conoce a Lucía y se enamora. Finalmente después de la muerte de su hermana Lola, enloquece y es internado en el hospital.

- Goya Toledo como Charo Ríos: Directora del ala psiquiátrica del hospital, examante de León y ex terapeuta de su hermana, fue quien le dio la pista a León de que Lola se encuentra en la ciudad y quien lo nombra inesperadamente nuevo jefe de psiquiatría.

- Marcela Mar como Lucía Garfunkel: Hija de una eminencia de la psiquiatría, a Lucía le pesa el apellido al tiempo que cree que se merece mejores oportunidades. Está a punto de separarse de su marido, pero no quiere renunciar a convertirse en madre. Aparentemente rígida, formal y fría, Lucía es un ser extremadamente sensible.

- Luis Roberto Guzmán como Román Moro: Un médico sin escrúpulos, jefe de la administración del nosocomio, quien se encarga de todos los fármacos administrados a los pacientes. Cuya aparentemente ejemplar vida familiar esconde un secreto ya que emocionalmente está insatisfecho, además de voyerista, trabaja con la cabeza de las personas a su alrededor, manipulándolos y llevándolos al extremo. Desde el principio rivaliza con León.

- Michel Brown como Diego: Un atractivo y apasionado médico que ve en León el mentor que necesita. Está enamorado de Renata.

- María Fernanda Yépez como Renata: Una joven recién salida de la facultad, adicta a las anfetaminas. Mantiene una oscura y retorcida relación con Román.

- Marián Zapico como Lola Robles: Hermana de León que se encuentra desaparecida en un ciudad latinoamericana y que sufre del síndrome de Capgras, Lola es incapaz de reconocer físicamente a las personas por las que más afecto siente; víctima de ese mal, cree que su hermano es reemplazado por un impostor idéntico a él. Esto la lleva al suicidio.

- Mariana de Cordoba

- Maria Adelaida Puerta como Clara
- Alejandro Calva como Horacio

- Juan Manuel Diaz como Enfermero

- Willy Martin como Pedro Sandoval

- /Gonzalo Vivancos como Enrique

## Episodios
| Capítulo | Primera emisión     | Casos psiquiátricos                                            |
| -------- | ------------------- | -------------------------------------------------------------- |
| Uno      | 5 de abril de 2011  | Paranoia                                                       |
| Dos      | 12 de abril de 2011 | Brote psicótico y Síndrome del extranjero                      |
| Tres     | 19 de abril de 2011 | Trastorno bipolar y Síndrome de Munchausen                     |
| Cuatro   | 26 de abril de 2011 | Delirios místicos y Trastorno narcisista de la personalidad    |
| Cinco    | 3 de mayo de 2011   | Compulsión sexual                                              |
| Seis     | 10 de mayo de 2011  | Ataques de pánico                                              |
| Siete    | 17 de mayo de 2011  | Episodio delirante transitorio y Trastorno dismórfico corporal |
| Ocho     | 24 de mayo de 2011  | Trastorno psicótico compartido y Anorexia                      |
| Nueve    | 31 de mayo de 2011  | Amnesia                                                        |
| Diez     | 7 de junio de 2011  | Desdoblamiento de la personalidad                              |
| Once     | 14 de junio de 2011 | Síndrome de acumulación compulsiva                             |
| Doce     | 21 de junio de 2011 | Síndrome de Capgras                                            |
| Trece    | 28 de junio de 2011 | Suicidio y Trastorno esquizoafectivo                           |